# Обровац
Обровац (на хърватски: Obrovac) е град и център на община в Хърватия. Намира се в Далмация, Задарска жупания.

## Общи сведения
Градът е разположен в каньона на река Зрманя на около 12 км от вливането ѝ в Адриатическо море. Отстои на 40 км североизточно от Задар.
За пръв път се споменава в 1337 г. През 1527 г. е завладян от османците. През 1683 г. населението, главно ускоци от Равни котари, се вдига срещу завоевателите и през 1687 г. е изтласкано от Обровац от отрядите на Стоян Янкович Митрович.

## Население
През 2001 г. населението на цялата община възлиза на 3387 жители, а само в рамките на града живеят 1055 души. Според преброяването от 1991 г. населението на града преди Югославските войни е предимно сръбско (65,5%). По време на войната повечето сърби напускат Обровац и на тяхно място се настаняват хърватски бежанци от Босна. 65,7% от жителите на града са хървати, 31,4% - сърби и малък процент албанци, бошняци и др.

## Забележителности
На хълма над града стоят руините на средновековната крепост на Обровац.